# Hercule Poirot

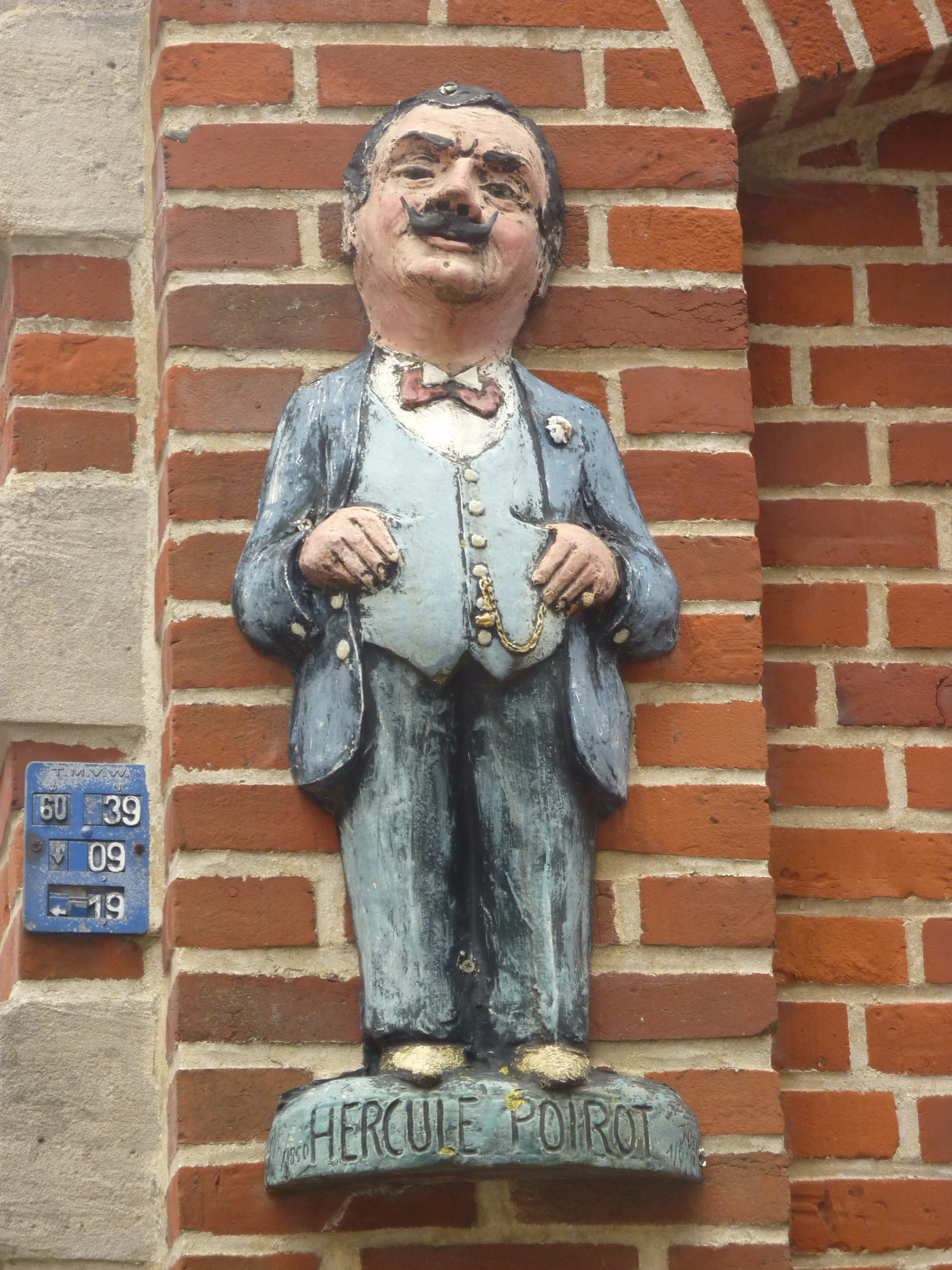
2011-07-26 Belgique - Ellezelles - Hercule Poirot 002

Hercule Poirot (pronunciat [ɛʀ'kyl pwa'ʀo] en francès) és un detectiu belga de ficció creat per Agatha Christie. Juntament amb Miss Marple és un dels personatges més famosos creats per l'escriptora i és protagonista de 33 novel·les i 50 relats curts publicats entre 1920 i 1975.
Poirot ha estat interpretat a la pantalla, tant en cinema con en televisió, per Albert Finney, Peter Ustinov, Ian Holm, Tony Randall, Alfred Molina i David Suchet, entre altres actors.

## Descripció

### Influència
El seu personatge es va basar en dos altres detectius de ficció de l'època: Hercule Popeau de Marie Belloc Lowndes i Monsieur Poiret de Frank Howel Evans, un oficial de policia francès, jubilat, que vivia a Londres. Agatha Christie també va construir el personatge i li va donar la seva nacionalitat, gràcies a un grup de refugiats belgues exiliats del seu país a causa de la Primera Guerra Mundial En el capítol El misteriòs cas de Styles de la sèrie Agatha Christie's Poirot, es mostra al detectiu allotjant-se en una pensió acompanyat d'un grup de compatriotes seus. Una influència més evident sobre les primeres històries de Poirot és la de Sir Arthur Conan Doyle. La mateixa autora escriu en la seva autobiografia: «Jo encara escrivia en la tradició de Sherlock Holmes, el detectiu excèntric, el titella ajudant, amb un detectiu de Scotland Yard tipus Lestrade, l'inspector Japp». Per la seva banda, Doyle va reconèixer la base de Sherlock Holmes en el model del detectiu de ficció francès Auguste Dupin, d'Edgar Allan Poe, qui en la utilització del raonament prefigura la confiança de Poirot sobre les seves «petites cèl·lules grises», que és com denomina les neurones del seu cervell.
Poirot també té una forta semblança amb el detectiu de ficció d'A.E.W.Mason, l'Inspector Hanaud de la Sûreté (policia francesa). La seva primera aparició va ser a la novel·la de 1910 anomenada «At the Villa Rose», escrita sis anys abans que aparegués per primera vegada el personatge de Poirot. En el capítol 4 de la segona novel·la de l'inspector Hanaud, «The House of the Arrow» (1924), aquest declara; «Vostè és sàvia, Mademoiselle... Perquè, després de tot, jo soc Hanaud. Només n'hi ha un», declaració, que més endavant utilitzarà també Poirot.

### Popularitat
La primera aparició d'Hercule Poirot va ser a El misteriós cas de Styles, publicat el 1920 i la seva darrera aparició va ser a «Teló», text publicat el 1975, l'any anterior a la mort de l'autora. Sobre aquesta darrera novel·la, s'ha de destacar que Poirot ha estat l'únic personatge de ficció pel qual es va publicar un obituari al New York Times, el 6 d'agost de 1975 que deia així: «Hercule Poirot Is Dead; Famed Belgian Detective; Hercule Poirot, the Detective, Dies» ("Hercule Poirot és mort; famós detectiu belga"; "Hercule Poirot, el detectiu, mor").
Cap al 1930, Agatha Christie trobava Poirot «insofrible» i, cap al 1960, pensava del seu personatge que era «detestable, ampul·lós, pesat i egocèntric». Malgrat tot, al públic li agradava i Christie va refusar matar-lo, al·legant que era el seu deure fer el que el seu públic volia, i el que el públic volia era Poirot.

### Trets físics
El capità Arthur Hastings, company de Poirot en alguna de les novel·les, descriu així al detectiu:
| «                  | Ell mesurava poc més de cinc peus i quatre polzades, però es desenvolupava amb una gran dignitat. El seu cap tenia exactament la forma d'un ou i sempre l'inclinava una mica cap a un costat. El seu bigoti era molt tes i militar. Fins i tot si tota la seva cara estigués coberta, les puntes del bigoti i el nas rosat serien visibles. La netedat de la seva vestimenta era gairebé increïble; crec que una mota de pols li hauria causat més dolor que una ferida de bala. No obstant això aquest homenet de vestimenta pintoresca havia estat en el seu temps un dels membres més famosos de la policia belga. | » |
| — Arthur Hastings. | |   |

## Biografia

### Família i infantesa
És difícil treure conclusions concretes sobre la família de Poirot, ja que, sovint, ell mateix subministra informació falsa o errònia sobre si mateix o els seus antecedents per tal que l'ajudi a obtenir informació rellevant per a un cas particular. Al capítol 21 de L'Assassinat de Roger Ackroyd, per exemple, ell parla d'un nebot seu amb discapacitat mental, tot i que ho fa per a obtenir informació sobre institucions per a persones amb problemes mentals, però això no significa que Poirot no tingui realment aquest nebot.
En El testimoni mut relata històries de la seva mare gran i invàlida com a pretext per a investigar a les infermeres locals. En Els quatre grans, el capità Arthur Hastings creu que coneix Achille Poirot (en una referència clara cap a Mycroft Holmes germà del detectiu de ficció Sherlock Holmes), que és el seu germà menor. En aquest cas, Achilles és probablement el mateix Hercule Poirot disfressat (el detectiu parla al capítol 18 d'haver enviat Achilles a «la terra dels mites»), però això no demostra de manera definitiva que Poirot no tingués un germà.

### Mort
Poirot mor per problemes de cor al final de l'obra Teló. En aquesta novel·la, el detectiu mou les pastilles fora del seu propi abast, possiblement per un sentiment de culpabilitat, ja que es veu obligat a ser botxí, tot i que ho fa per a benefici i protecció d'altres. El mateix Poirot admet que volia matar la víctima poc temps abans de la seva pròpia mort per evitar sucumbir a l'arrogància de l'assassí.

## Personatge
És el personatge més famós de l'escriptora britànica Agatha Christie. Mr Poirot impressiona tothom amb la utilització de les seves cèl·lules grises per a resoldre els casos més complicats que se li presenten. És un detectiu retirat que sempre té una gran quantitat de feina i sempre busca resoldre els misteris que el motivin per la seva complexitat intel·lectual.
Poirot, d'acord amb la descripció de la mateixa autora, és un homenet de baixa estatura, molsut, amb el cap en forma d'ou i un impressionant bigoti que per a ell constitueix un orgull. Segons assegura en moltes ocasions, el seu bigoti és el millor d'Anglaterra, encara que a la novel·la «Cartes sobre la taula» accepta que potser se'l pugui comparar amb el de míster Shaitana, un personatge del relat. A L'assassinat de Roger Ackroyd, publicat el 1926, el doctor Sheppard, que és qui narra la història, pensa quan el coneix que es tracta d'un perruquer retirat a jutjar pel seu pompós bigoti i les seves pulcres maneres. Poirot és refinat fins a l'extrem, la seva aparença personal és sempre excel·lent i està obsessionat amb «l'ordre i el mètode». Amant de la simetria, la netedat, les comoditats, la calefacció central i la línia recta: al seu apartament no existeixen mobles ni guarniments de línies corbes. És extremadament cortès i parla en anglès intercalant expressions i paraules en francès, com Mon ami o Précisément. Encara que s'assegura que el seu anglès és perfecte, quan està nerviós comet errors gramaticals que el seu amic Hastings corregeix. Antic membre de la policia belga, va arribar a Anglaterra com a refugiat de la Primera Guerra Mundial, i ja no va abandonar el país, on es va establir com a detectiu privat de gran èxit. Malgrat que molta gent pensa que és francès, ell sempre aclareix que és belga. Com una «prima donna», Poirot està anunciant sempre la seva retirada per a anar a viure al camp i dedicar-se a cultivar carbassons (en L'assassinat de Roger Ackroyd finalment ho fa, però abandona la intenció per tal de resoldre un cas). En una de les seves novel·les confessa ser un devot catòlic.
Els seus mètodes són totalment diferents dels seguits per la policia: ell para atenció en l'estudi de la naturalesa humana i utilitza la psicologia per a treure conclusions i arribar a la solució final del cas. Menysprea les pistes que apareixen massa clares i s'interessa més pels detalls que semblen insignificants, però que sempre acaben sent de vital importància. La majoria dels policies de Scotland Yard acostumen a mofar-se dels seus mètodes tot i que acaben sucumbint quan veuen que és Poirot qui resol el cas. En moltes novel·les apareix entaulant una gran rivalitat amb un policia de la Sûreté, Giraud, acostumat a una metodologia més "moderna" i fins i tot a "Assassinat al camp de golf", arriba a fer una juguesca amb ell apostant el seu bigoti si no resol el cas.
Poirot apareix a la primera novel·la que va publicar Agatha Christie, El misteriós cas de Styles. També hi apareix el capità Arthur Hastings, company de Poirot en diverses de les seves aventures (com un reflex del personatge de Watson amb Sherlock Holmes). A més de Hastings altres personatges habituals són el seu majordom George, la seva secretària Felicity Lemon, l'inspector en cap de Scotland Yard, Japp, el senyor Goby (el millor informador de Londres segons el mateix detectiu)i l'escriptora Ariadne Oliver, qui es considera que sigui probablement l'àlter ego de la mateixa Agatha Christie a jutjar per diverses similituds que comparteixen (el personatge de la Sra Oliver és descrita com una escriptora de novel·les policíaques de molt d'èxit i, igual que la mateixa autora, un excèntric detectiu protagonitza la majoria de les seves obres)
La darrera aparició de Poirot és a Teló, l'últim llibre d'Agatha Christie, en què s'explica el darrer cas de Poirot, ja vell i malalt, juntament amb el seu amic Hastings. Tot i que aquesta novel·la és l'última de la sèrie de Poirot i d'Agatha Christie en general (es va publicar el 1976, un dia després de la mort de l'escriptora), en realitat va ser escrita 36 anys abans, el 1940 aproximadament. Segons declaracions de la mateixa autora, la va escriure junt amb Un crim adormit on apareix per darrera vegada també el personatge de Miss Marple, en dates de la Segona Guerra Mundial. Per tant, des d'aquella data, Poirot ja havia deixat d'existir.
Alguns dels memorables escenaris on Hercule Poirot va resoldre els seus casos són reals. Per exemple, l'illa dels Contrabandistes, esmentada a Maldat sota el sol, és en realitat una petita porció de terra anomenada Burgh Island, enfront de Bigur-on-sea, on també té lloc la trama de Deu negrets. La casa on es comet l'assassinat de El templet de Nasse House, no és altra cosa que l'embarcador de la mateixa casa de l'autora, Greenway, situada a Devon.
L'argument de Assassinat a l'Orient Express es va acudir a Agatha Christie quan viatjava en aquest mateix tren i la màquina es va aturar per efecte de la neu, la qual cosa proporcionà als passatgers una nit de fred i por. L'escriptora va acabar el llibre en un hotel prop de l'estació de l'Orient Express. L'habitació que va ocupar l'autora en aquest hotel és actualment un petit museu dedicat a ella.

## Relats en els que apareix Hércules Poirot
Apareix en 39 dels llibres de l'autora, alguns d'ells, contenen més d'un cas.
- (1920) El misteriós cas de Styles (The Mysterious Affair at Styles)
- (1923) Assassinat al camp de golf (Murder on the Links)
- (1924) Poirot investiga (Poirot Investigates)
- (1926) L'assassinat de Roger Ackroyd (The Murder of Roger Ackroyd)
- (1928) El misteri del tren blau (The Mystery of the Blue Train)
- (1932) Perill imminent (Peril at End House)
- (1933) Poirot infringeix la llei (The Hound of Death)
- (1933) La mort de Lord Edgware (Lord Edgware Dies)
- (1934) Assassinat a l'Orient Express (Murder on the Orient Express)
- (1935) Tragèdia en tres actes (Three Act Tragedy)
- (1935) Mort als núvols (Death in the Clouds)
- (1936) El misteri de la guia de ferrocarrils (The A.B.C. Murders)
- (1936) Cartes sobre la taula (Cards on the Table)
- (1936) Assassinat a Mesopotàmia (Murder in Mesopotamia)
- (1937) Mort al Nil (Death on the Nile)
- (1937) El testimoni mut (Dumb Witness or Poirot Loses a Client)
- (1937) Assassinat a Bardsley Mews (Murder in the Mews)
- (1938) Cita amb la mort (Appointment with Death)
- (1939) Nadal tràgic (Hercule Poirot's Christmas)
- (1940) La mort visita al dentista (One, Two, Buckle My Shoe)
- (1940) Un trist xiprer (Sad Cypress)
- (1941) Maldat sota el sol (Evil under the Sun)
- (1942) Els cinc porquets (Five Little Pigs)
- (1946) Sang a la piscina (The Hollow)
- (1947) Els treballs de Hércules (relatos de Agatha Christie) (The Labours of Hercules)
- (1948) Pleamars de la vida (Taken at the Flood)
- (1950) Tres ratolins cecs i altres històries (Three Blind Mice)
- (1951) Vuit casos de Poirot (The Under Dog)
- (1952) La senyora McGinty ha mort (Mrs McGinty's Dead)
- (1953) Després del funeral (After the Funeral or Funerals are Fatal)
- (1955) Assassinat al carrer Hickory (Hickory, Dickory, Dock or Hickory, Dickory, Death)
- (1956) El templet de Nasse-House (Dead Man's Folly)
- (1959) Un gat al colomar (Cat Among the Pigeons)
- (1960) Pudding de Nadal (The Adventure of the Christmas Pudding)
- (1963) Els rellotges (The Clocks)
- (1966) La tercera noia (Third Girl)
- (1969) Les pomes (Hallowe'en Party)
- (1972) Los elefants poden recordar (Elephants Can Remember)
- (1974) Primers casos de Poirot (Poirot's Early Cases)
- (1975) Teló (Curtain: Hercule Poirot's Last Case)

## Adaptacions al cinema i la televisió
Hercule Poirot és un dels detectius més populars de la història de la literatura degut al seu característic estil, elegància, intel·ligència i als seus interessants casos. Per aquest motiu el personatge va ser portat al cinema en múltiples ocasions: Alibi (1931), Black Coffe (1931), Lord Edgware (1934), The Alphabet Murders (1966), Murder on the Orient Express (1974), Thirteen at Dinner (1985), Dead Man's Folly (1986), Murder in Three Acts (1986), Appointment with Death (1988), Death on the Nile (1978), Evil Under the Sun (1982), les dues últimes protagonitzades per Peter Ustinov. The Alphabet Murders es va tornar a adaptar en una minisèrie del 2018, protagonitzada per John Malkovich; ha estat doblada al català: Els assassinats de l'abecedari.
Fins i tot va comptar amb la seva pròpia sèrie de televisió: Agatha Christie's Poirot (1989-2013), protagonitzada per l'actor anglès David Suchet, que va durar tretze temporades.